# Sandra Wöhe

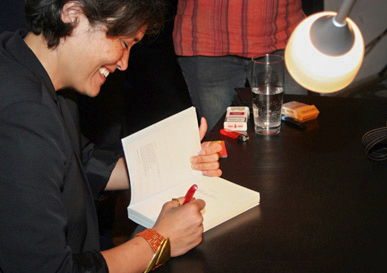
Die Schriftstellerin Sandra Wöhe signiert ihren zweiten Roman Giraffe im Nadelöhr

Sandra Wöhe (* 1959 in Oudewater, Niederlande) ist eine deutschsprachige Schriftstellerin, Publizistin und Kolumnistin. Ihre Texte werden in der Schweiz, Deutschland und Österreich veröffentlicht.

## Biografie
Sandra Wöhe stammt aus einer asiatisch-europäischen Familie, die in den 1950er Jahren von Indonesien in die Niederlande einreiste.
Als Älteste von vier Kindern wuchs Sandra Wöhe zunächst in einem reinen Frauenhaushalt auf. Diese ersten sechs Lebensjahre in Oudewater prägten ihr Leben und Schreiben nachhaltig. 1965 zog die neue Familie in die Bundesrepublik Deutschland. Hier ging Sandra Wöhe zur Schule. In ihrer Kindheit und Jugend führte sie ein Leben zwischen den Niederlanden und Deutschland.
1981 heiratete Sandra Wöhe. Im Folgejahr emigrierte sie mit ihrem Ehemann nach Pfäfers (Kanton St. Gallen) in die Schweiz. Dort arbeitete sie als diplomierte Krankenschwester in der kantonalen psychiatrischen Klinik St. Pirminsberg. Ein Jahr später zog sie nach Zürich und ließ sich bald darauf scheiden.
An der Schule für Angewandte Linguistik, Zürich (SAL), begann sie 1993 ein Publizistik-Studium. Parallel dazu studierte sie Feministische Theologie und absolvierte das interuniversitäre Weiterbildungsprogramm „Public Health“.
2003 veröffentlichte Sandra Wöhe im  Ulrike Helmer Verlag ihren Debütroman. Lass mich deine Pizza sein erforscht die unscharfen Grenzen zwischen der lesbischen und heterosexuellen Frauenwelt. Das Buch wurde zum Überraschungserfolg und entwickelte sich zum Longseller.
Drei Jahre später kam im konkursbuch Verlag Claudia Gehrke Giraffe im Nadelöhr heraus. Der Liebesroman handelt von „wildem Sex“ im Frauenferienzentrum, der eine Beziehung durcheinanderbringt. Das (ungekürzte) MP3-Hörbuch unter dem gleichen Titel sprach Nela Bartsch ein.
Frauen wurden zu einem zentralen Thema der Romane von Sandra Wöhe. Ein weiteres Motiv lautet „Heimisch werden in der Fremde – wie funktioniert Integration im Alltag?“ Davon handelt auch ihr dritter Roman, den die Autorin wieder im konkursbuch Verlag Claudia Gehrke veröffentlichte. Die indonesischen Schwestern erzählen von einer Familie, die mit deutschem Pass aus Indonesien an den Niederrhein kommt. Die indonesischen Schwestern sprechen akzentfrei – aber das Dorf sieht ihre „Mandelaugen“ und weiß Bescheid.
Mit ihrem jüngsten Roman Fünf Jahre danach widmet sich Sandra Wöhe einem Tabuthema. Fünf Jahre danach ist bei Beate der Krebs nicht mehr nachzuweisen. Aber Leben wie zuvor – Wie soll das gehen? Der Krebs ist eine Lektion, die nicht entlernt werden kann. Auch dieses Buch ist im konkursbuch Verlag Claudia Gehrke erschienen.
Des Weiteren ist Sandra Wöhe in zahlreichen Anthologien mit Kurzgeschichten vertreten.

## Werke

### Romane
- Fünf Jahre danach. Verlag Claudia Gehrke, 2014, ISBN 978-3-88769-793-8.
- Die indonesischen Schwestern. Verlag Claudia Gehrke, 2011, ISBN 978-3-88769-767-9.
- Giraffe im Nadelöhr. Verlag Claudia Gehrke, 2006, ISBN 3-88769-719-7.
- Lass mich deine Pizza sein. Ulrike Helmer Verlag, 2003, ISBN 3-89741-130-X.

### Beiträge in Anthologien
- Sex à la carte. In: Mein lesbisches Auge 14. Verlag Claudia Gehrke, 2014, ISBN 978-3-88769-814-0.
- Bloß nicht nass werden. In: Mein lesbisches Auge 12/13. Verlag Claudia Gehrke, 2013, ISBN 978-3-88769-812-6.
- Jeans, Erster Klasse. In: Mein heimliches Auge 27. Verlag Claudia Gehrke, 2012, ISBN 978-3-88769-527-9.
- Bitte lecken Sie jetzt. In: Mein lesbisches Auge 10. konkursbuch Verlag Claudia Gehrke, 2011, ISBN 978-3-88769-810-2.
- Am Tag des halben Jahrhunderts. In: Mein heimliches Auge XXV. konkursbuch Verlag Claudia Gehrke, 2010, ISBN 978-3-88769-525-5.
- Morgens auf der Plaza del Toro. In: Mein lesbisches Auge 9. konkursbuch Verlag Claudia Gehrke, 2010, ISBN 978-3-88769-809-6.
- Der verlorene Mutterkuchen. In: Familienbande. konkursbuch Verlag Claudia Gehrke, 2009, ISBN 978-3-88769-248-3.
- Unter uns. In: Mein heimliches Auge XXIII. konkursbuch Verlag Claudia Gehrke, 2008, ISBN 978-3-88769-523-1.
- Namen sind Schall und Brauch. In: Mein heimliches Auge XXII. konkursbuch Verlag Claudia Gehrke, 2007, ISBN 978-3-88769-522-4.
- Auf zum Fisten. Mein lesbisches Auge 6. konkursbuch Verlag Claudia Gehrke, 2007, ISBN 978-3-88769-806-5.
- Nicht ohne meinen Büstenhalter! In: Mein heimliches Auge XXI. konkursbuch Verlag Claudia Gehrke, 2006, ISBN 3-88769-421-X.
- Kinder des Krebses. In: Der Frankfurter Literarische Lustgarten. Cornelia Goethe Literaturverlag, 2006, ISBN 3-933800-22-6.
- Sechs mit Sex. In: Mein lesbisches Auge 5. konkursbuch Verlag Claudia Gehrke, 2006, ISBN 3-88769-201-2.
- Rote Löckchen. In: Konkursbuch 44, „Schreiben“. konkursbuch Verlag Claudia Gehrke, 2006, ISBN 3-88769-244-6.
- Das kann doch nicht so schwer sein! In: Mein heimliches Auge XX. konkursbuch Verlag Claudia Gehrke, 2005, ISBN 3-88769-200-4.
- Gänse braten. In: Bisse und Küsse III. Querverlag, 2004, ISBN 3-89656-110-3.
- Spiel mit Süssem. In: Mein lesbisches Auge 4. konkursbuch Verlag Claudia Gehrke, 2004, ISBN 3-88769-191-1.

### Hörbuch
- Giraffe im Nadelöhr – Das Ohriginal! Ungekürzte MP3-Hörbuchversion des 2006 erschienenen Romans (s. o.), Verlag Claudia Gehrke, 2008, ISBN 978-3-88769-819-5.